# Megistobunus funereus
Megistobunus funereus is een hooiwagen uit de familie echte hooiwagens (Phalangiidae).